# سپاه توپخانه اسرائیل
سپاه توپخانه اسرائیل (عبری: חיל התותחנים‎) سپاه توپخانه زیرمجموعه نیروی زمینی اسرائیل است، که در سال ۱۹۴۸ تأسیس شد.
سپاه توپخانه اسرائیل از یگان‌های نیروهای دفاعی اسرائیل است، که مسئولیت عملیات توپخانه‌های میان‌برد و دوربرد را برعهده دارد. فرمانده فعلی سپاه توپخانه، سرتیپ نری هوروویتز است.
این سپاه دو مأموریت اصلی را برعهده دارد که شامل؛ کمک به نیروهای مانور دهنده ارتش اسرائیل، در مکان، زمان و با قدرت آتش مورد نیاز، همچنین فلج کردن و انهدام اهداف دشمن در سراسر منطقه عملیاتی ارتش اسرائیل است.
سپاه توپخانه، بخشی جدایی‌ناپذیر از ستاد فرماندهی ارتش است، که بخش عمده آن را توپخانه‌های لوله‌ای با برد بالا تشکیل می‌دهند. سربازان سپاه توپخانه از کلاه فیروزه‌ای استفاده می‌کنند.